# Blue Mountain, Arkansas
Blue Mountain là một thị trấn thuộc quận Logan, tiểu bang Arkansas, Hoa Kỳ. Năm 2010, dân số của thị trấn này là 124 người.

## Dân số
- Dân số năm 2000: 132 người.
- Dân số năm 2010: 124 người.